# 月亭文都 (7代目)
七代目 月亭 文都（つきてい ぶんと、1960年9月12日 - ）は上方噺家。出囃子は「楠公」（替えは「おかめ」）。吉本興業所属。血液型はB型。本名は宮田 健司。月亭文都の当代であり、初名は「月亭八天」。

## 来歴
大阪府大阪市中央区出身。子供のころに初めて買った笑福亭仁鶴のレコード「仁鶴古典独演会」を聴いて落語に興味持ち、小学校の卒業文集には「将来の夢」と題して落語家になることを宣言している。
しかし、高校時代から音楽に傾倒し作詞作曲をはじめる。オリジナル曲の総数約300曲。大学時代は大阪ミナミのライブハウスやキタのパブで弾き語りをしながら音楽アーティストを夢見る。そのときに気のない客がいたため、子どものころ聴いた落語や小咄をMCに挟んでみたところ振り向いてもらえるようになったことから、徐々に子どものころ憧れていた落語家を志すようになる。以降4年間、師匠を求めてさすらうが、その間主に桂雀三郎に多くの稽古を受ける。ただし、雀三郎には当時「又三郎」という弟子が既におり入門には至らなかった。雀三郎の紹介により八方に入門後は、大々師匠の桂米朝や、桂吉朝にもネタを付けてもらう。
近畿大学卒業後、1986年3月16日、月亭八方に入門。4歳下の月亭遊方とは、入門が僅か1か月だけ遅かったため、弟弟子となった。初名の「八天」という名前の由来は「発展」とも掛けてあるのだが、当時の住まいが天王寺区にあったため、と言われる。
現在の持ちネタは古典新作合わせて250席を超える。笛も得意としている本格派。吉本の先輩に当たる桂文珍は、ある高座で八天時代の文都のことを「お師匠はん」と、からかい半分で呼んだことがあり、その実力の程が知られる。また、師匠である八方に対してネタを付けたこともある（ただし、八方は厳格な師匠でもある。この件については後述）。
芸風は緻密で、繊細な楷書を思わせる。各地で自己プロデュースによる落語会を主催し、積極的な活動を繰り広げている。
元々ミュージシャン志望でもあり、独演会の最後に歌を披露することもある。
また、ワッハ上方では1996年のオープン当初から独演会を毎年開催。2005年2月から隔月で「落語再生公開堂・ハナシをノベル!!」という、落語好きのSF作家・ミステリ作家（田中啓文、北野勇作、田中哲弥、我孫子武丸、浅暮三文、牧野修、飯野文彦、森奈津子）が作った新作落語を演じるイベントを実施。2007年11月に講談社から『ハナシをノベル!!　花見の巻』としてCD付の単行本が発売された。
2013年3月に「七代目月亭文都」を襲名。「文都」（主に桂文都）を名乗った落語家は過去に6人おり、2009年に亡くなった落語立川流の立川文都（同年生まれだが、早生まれのため学年は1つ上）が6代目を名乗っていたことから、新・文都は7代目を名乗る。「月亭文都」としては113年ぶり、上方における文都の名跡自体も68年ぶりの復活となった。3月19日のなんばグランド花月での襲名披露公演を以て正式に名跡を襲名した。

## エピソード
内弟子時代、破門されかけたことがある。ある日、寝坊をしてしまい、急いで劇場の楽屋へ行くと、もう先に八方が到着しており、「おはようございます」と挨拶したところ、八方は「なにがお早うや。少しも早いことあれへん」と激怒した。すかさず「すみませんでした」と詫び、着付けの手伝いをしたが、「ああ、人の衣装に触らんといて!」と吐き捨てられ、八方が舞台に上がる前に「もう来んでもええわ! お前なんか破門じゃ!」と言い渡され手渡した扇子で頭を叩かれた。それから数日後に、ようやく許してもらえたと言う。
後で分かったことであるが、その時、八方は徹夜マージャンで大負けしたために機嫌が悪かったとのこと。とはいえ、師匠・八方は、時間や服装については大師匠の米朝やざこばと同様に厳しく、遅刻した場合は即刻指摘、または破門にすると言う厳しい一面があり、八天（当時）にその厳しさを見せ付けた。
なお、文都襲名に対しもっとも心血を注いだのも師匠・八方である。八方は襲名に際してはトラブルが発生しないよう、大師匠で一門の総帥である米朝はもとより、上方桂文枝一門の宗家である6代桂文枝、さらには大阪に在住している立川文都の母親にも挨拶に行っている。

## 主な受賞
- 1996年 - なにわ芸術祭最優秀新人賞 落語部門
- 2020年 - 文化庁芸術祭大衆芸能部門 優秀賞[4]

## 弟子
- 月亭天使
- 月亭秀都